# Portobello Road

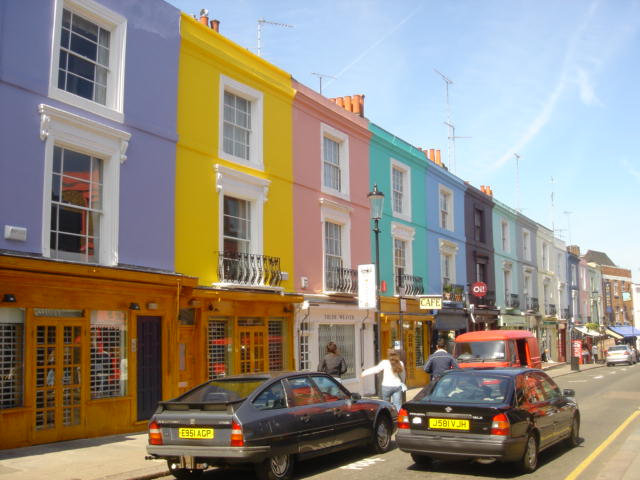
Portobello Road als er geen markt is

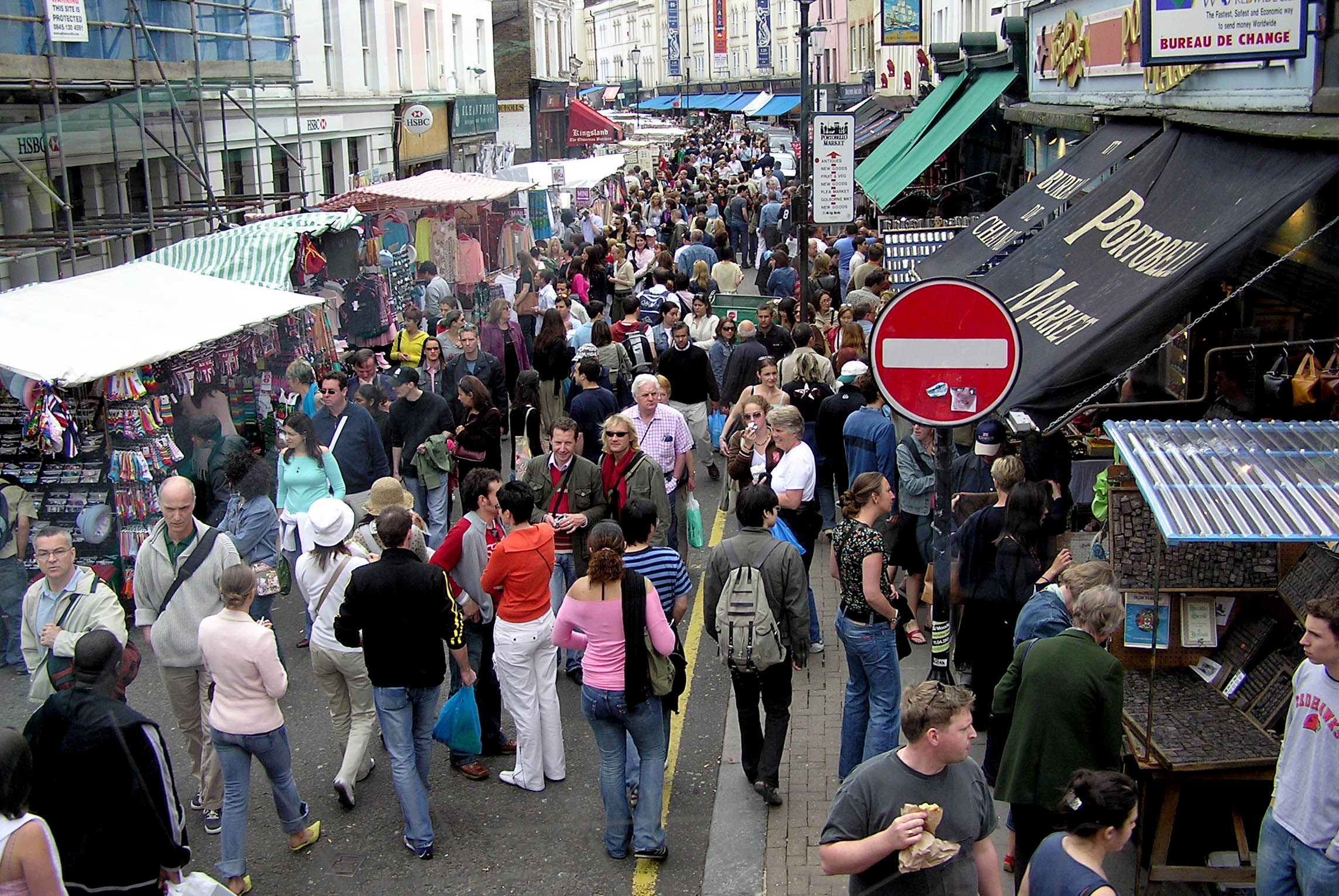
De markt op Portobello Road

Portobello Road is een straat in de wijk Notting Hill in het Londense district Kensington and Chelsea.
De straat is internationaal vermaard vanwege de markt, die velerlei zaken te bieden heeft op alle dagen van de week, maar vooral het zaterdagse aanbod van tweehandsartikelen en antiek is populair. De markt behoort tot de meestbezochte toeristische attracties in de stad.
De naam van de straat verwijst naar de verovering van een hoeveelheid Spaans zilver door admiraal Edward Vernon in 1739 bij het toenmalige Puerto Bello, nu Portobelo in Panama.
Halverwege de 19e eeuw was de straat nog een eenvoudig landweggetje in een groen gebied met weidevelden en boomgaarden dat de verbinding vormde tussen Portobello Farm en het toenmalige Notting Hill. In de tweede helft van die eeuw groeide dit geleidelijk uit tot verbindingsweg tussen de huidige woonwijken Paddington en Notting Hill. De handel en andere werkgelegenheid bloeide er op door de nabijheid van de woningen van welgestelden.
De huidige bevolking heeft een gemengde samenstelling, wat zorgt voor een levendige sfeer en cultuur, met een keur van internationale restaurants en cafés.
Cat Stevens bezong de straat in zijn liedje Portobello Road, de achterkant van zijn single I Love My Dog uit 1966, de Britse band Blur zingt in het nummer Blue Jeans (op het album Modern Life Is Rubbish) over deze straat en de Britse band Dire Straits zingt over de straat in het nummer Portobello Belle uit 1979. 